# Mikael Gustafsson
Mikael Gustafsson (ur. 6 marca 1966 w Dragsfjärdzie) – szwedzki polityk, poseł do Parlamentu Europejskiego VII kadencji.

## Życiorys
Od 1998 działał w samorządzie gmin Tyresö i Nynäshamn. Został członkiem Partii Lewicy, był przewodniczącym komisji programowej tego ugrupowania.
W wyborach w 2009 bez powodzenia kandydował do Parlamentu Europejskiego. Mandat europosła VII kadencji objął w 2011, kiedy to z powodów zdrowotnych zrezygnowała z niego Eva-Britt Svensson. W PE przystąpił do Konfederacyjnej Grupy Zjednoczonej Lewicy Europejskiej i Nordyckiej Zielonej Lewicy, Komisji Rynku Wewnętrznego i Ochrony Konsumentów oraz Komisji Praw Kobiet i Równouprawnienia.